# Рак вузькопалий
Рак вузькопалий (Astacus leptodactylus) — прісноводний вид раків родини Astacidae, досить поширений у Європі, зокрема в Україні.

## Опис
Його тіло може досягти 15 см завдовжки (максимум 30 см) й ваги 200 г. Воно покрите панциром, який скидається під час росту. Тіло складається з головогрудей і черевця. Панцир має ротовий отвір, довгі вусики, що виступають у ролі тактильних органів, короткі вусики, в яких знаходяться нюхові клітини, складні очі й п'ять пар членистих кінцівок. Забарвлення варіюється різними відтінками зеленого, залежно від середовища проживання та віку.

## Спосіб життя
Проживає в різних водоймах з повільною або стоячою водою. Також мешкає як у річках, так і в болотах, озерах і водосховищах. Характерними для цього виду є його екологічна пластичність, тобто його здатність адаптуватися до різних умов життя. Температурний діапазон, в якому раки ростуть і розвиваються, занадто широкий, тому він вважається еврітермним. Переважає думка, що найбільш підходить для нього температури в межах 20-25 ° C з рівнем кисню приблизно 5-6 мг/л. Важливі для нього різні притулки (отвори, коріння, каміння та інші підводні об'єкти); за відсутності таких отворів він копає на глибину 20 см, щоб сховатись. Притулки дуже важливі, і вони служать прихистком від різних ворогів, особливо під час линьки. Раки їдять і рослинну їжу (рослини і детрит), і тварин.
Протягом усього свого життя раки линяють кілька разів. Число линьок під час першого літа — 7-8, а потім зменшується з кожним наступним літом. Вважається, що їх термін життя становить 25 років.

## Розмноження
Характерний статевий диморфізм. Статева зрілість настає на другий або третій рік, залежно від середовища проживання. Сезон розмноження дуже довгий і триває 6-7 місяців (з жовтня по травень). Запліднення зовнішнє, ікра прикріплюється до черева самок.

## Значення
Цей вид досить поширений в Україні з великим потенціалом промислового суб'єкта. М'ясо рака має чудовий смак і дієтичні якості, які високо цінують і в інших країнах. Відносна кількість м'яса в організмі змінюється різною мірою залежно від багатьох чинників, серед яких найбільш важливими є стать, сезон та вік. У раків м'ясо з клешень і черевця становить від 13,22 % до 21,87 % від ваги тіла.